# La Martienne diabolique
La Martienne diabolique (Devil Girl from Mars) est un film de science-fiction britannique réalisé par David MacDonald, sorti en 1954.

## Résumé
Sur Mars où la technologie est très avancée, une meurtrière guerre des sexes a amené les femmes au pouvoir et entrainé la quasi élimination des hommes. La conséquence est l'infertilité de la planète rouge. Nyah, une dignitaire martienne de haut rang, est donc envoyée sur Terre afin d'en ramener des hommes susceptibles de fertiliser la population féminine de Mars. La soucoupe volante de Nyah doit atterrir à Londres mais une collision avec un avion l'oblige à se poser d'urgence dans la campagne écossaise.
Elle se pose près d'une petite auberge tenue par un couple dont le mari est alcoolique, l'unique cliente est un mannequin en rupture avec son amant, mais viendra s'y réfugier un prisonnier évadé qui se trouve être l'ex petit ami de la serveuse de l'auberge. Un professeur et un journaliste attiré par l'étrange lueur dans le ciel provoquée par la soucoupe les rejoindront. 
Tout ce petit monde va devoir supporter les humiliations de la Martienne qui leur fait une démonstration de sa supériorité technologique, d'autant qu'elle ne cache nullement ses intentions : emmener un spécimen masculin à Londres pour la guider et tuer tous les autres. En attendant, elle a ceint le site d'un champ de force rendant vaine toute tentative de communication ou de fuite. Le petit groupe ne sait comment s'en sortir, la solution passant probablement par le sacrifice de l'un d'entre eux.

## Fiche technique
- Titre original : Devil Girl from Mars
- Titre français : La Martienne diabolique
- Réalisaeur David MacDonald
- Scénario : James Eastwood, John C. Maher
- Musique : Edwin Astley
- Photographie : Jack Cox
- Dates de sortie
  - 27 mars 1954 (États-Unis)
  - Mai 1954 (Royaume-Uni)
- Durée : 76 min.
- Pays :  Royaume-Uni
- Format : noir et blanc

## Distribution
- Patricia Laffan : Nyah, la martienne
- Hugh McDermott : Michael Carter, le journaliste
- Hazel Court : Ellen Prestwick, la cliente désœuvrée de l'auberge
- Peter Reynolds : Robert Justin / Albert Simpson, le prisonnier évadé
- Adrienne Corri : Doris, la serveuse de l'auberge
- Joseph Tomelty : le professeur Arnold Hennessey
- John Laurie : M. Jamieson, aubergiste
- Sophie Stewart : Mme Jamieson, son épouse
- Anthony Richmond : Tommy Jamieson
- James Edmund : David

## Citation
Nyah : Cela m'amuse d'observer vos minables tentatives ! ( It amuses me to watch your puny efforts!) 